# The Creek Drank the Cradle
The Creek Drank the Cradle è il primo album di Iron & Wine pubblicato nel settembre del 2002.

## Tracce
1. Lion's Mane
2. Bird Stealing Bread
3. Faded From Winter
4. Promising Light
5. The Rooster Moans
6. Upward Over The Mountain
7. Southern Anthem
8. Any Angry Blade
9. Weary Memory
10. Promise What You Will
11. Muddy Hymall